# شیردوش

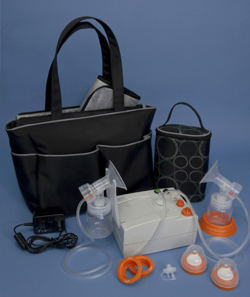
یک شیردوش الکتریکی

شیردوش وسیله‌ای مکانیکی است که زنان شیرده از آن برای استخراج شیر از پستان خود استفاده می‌کنند. شیردوش‌ها ممکن است ابزارهایی دستی باشند که نیروی مورد نیازشان را از طریق حرکات دست یا پا تأمین کنند یا اینکه دستگاه‌هایی الکتریکی که با استفاده از نیروی باتری یا تورین برقی کار کنند. شیردوش‌ها، همانند اتاق‌های شیردهی، عمدتاً در ایالات متحده رایج هستند. همچنین دستگاه شیردوش احشام نیز وجود دارد که برای دوشیدن انواع حیوانات ماده مانند گاو، گوسفند، بز و حتی شتر ماده مورد استفاده قرار می‌گیرند.